# Bonaban
Bonaban est une ancienne commune française située en Ille-et-Vilaine en France.

## Histoire
La paroisse de Bonaban faisait partie du doyenné de Dol relevant de l'évêché de Dol et était sous le vocable de saint Léon.
- 1790 : érigée en commune
- 1803 : la paroisse de Bonaban fut absorbée par la paroisse de La Gouesnière
- 29 avril 1829 : absorbée par la commune de La Gouesnière

## Politique et administration
| Période | Période | Identité                                  | Étiquette | Qualité                               |
| ------- | ------- | ----------------------------------------- | --------- | ------------------------------------- |
| 1789    | 1793    | Thomas Houïtte de la Chesnais (1724-1793) |           | Propriétaire, ancien procureur fiscal |
| 1793    | 1794    | Jean Renard                               |           |                                       |
| 1794    | 1801    | Charles Renard                            |           |                                       |
| 1801    | 1802    | Toussaint Lochet                          |           |                                       |
| 1802    | 1816    | Guillaume Lecoulant                       |           |                                       |
| 1816    | 1826    | Jean Faidon                               |           |                                       |
| 1826    | 1829    | Pierre Level                              |           | Maire de La Gouesnière (1829 → 1834)  |

## Démographie
| 1793 | 1800 | 1806 | 1821 |
| ---- | ---- | ---- | ---- |
| 208  | 223  | 233  | 244  |